# Bifrenaria venezuelana
Bifrenaria venezuelana är en orkidéart som beskrevs av Charles Schweinfurth. Bifrenaria venezuelana ingår i släktet Bifrenaria och familjen orkidéer. Inga underarter finns listade i Catalogue of Life.